# کسالت در برنو
کسالت در برنو (چکی: Nuda v Brně) یک فیلم کمدی به کارگردانی  ولادیمیر موراوک است که در سال ۲۰۰۳ منتشر شد. از بازیگران آن می‌توان به کاتژینا هولانووا، یاروسلاوا پوکورنا، پاولا تومیتسووا، یان بوداژ، ایوانا اولیژووا، میروسلاو دونوتیل و سیمونا بابچاکووا اشاره کرد.